# Theodor Arvidson
August Theodor Arvidson, född 13 oktober 1883 i Järpås socken, död 12 mars 1964 i Engelbrekts församling i Stockholm, var en svensk metodistbiskop. Han var far till Bertil Arvidson.
Theodor Arvidson var son till befallningsmannen Lars Johan Arvidson. Han studerade vid Metodistkyrkans teologiska skola 1903–1906 med konferensexamina 1906–1911 och arbetade därefter som pastor i Växjö, Östersund och Sankt Peters kyrka i Stockholm. Arvidson var distriktsföreståndare i norra distriktet 1915–1918 och i västra distriktet 1924–1931. År 1931 blev han föreståndare för Metodistkyrkan i Sveriges expedition. Arvidson var även direktör för Nya bokförlags AB, kassör för missionskassorna och redaktör för Metodistkyrkans olika tidningar och publikationer. Han gjorde sig känd främst genom sina predikningar och togs ofta i anspråk som representant för Metodistkyrkan, bland annat var han sex gånger svenska metodistkyrkans representant vid samfundets generalkonferens i USA. Bland hans skrifter märks Metodistkyrkan (3:e upplagan 1928), Andens fullhet och Andens gåvor (2:a upplagan 1935), Helgelsen - grundval och upplevelse (1931) samt Från advent till pingst (1937). Theodor Arvidson är begravd på Norra begravningsplatsen utanför Stockholm.